# Renato Mucci
Renato Mucci (Roma, 14 ottobre 1893 – 1976) è stato un traduttore, poeta e giornalista italiano.

## Biografia
Fratello del librettista Emidio Mucci, nacque da Roberto (originario di Montolmo) e da Maria Marchi, in via Achille Papa 21, a Roma. Laureato in Giurisprudenza, fu capo divisione del Governatorato di Roma, retto dal principe Francesco Boncompagni Ludovisi, oltre che segretario particolare del ministro dell'Educazione Nazionale Giuseppe Bottai. Fra gli amici romani di Paul Valéry, fu anche poeta e prolifico traduttore (Balzac, Hugo, Mauriac, Proust). Con Corrado Alvaro fu il primo traduttore di Proust in Italia: nel 1924 tradusse I paesaggi di Elstir, un capitolo della Recherche, sulla rivista Esame di Enrico Somaré.
Già segretario di redazione delle Cronache d'attualità di Anton Giulio Bragaglia, collaborò al Terzo Programma della Rai nonché a vari quotidiani e periodici; tra cui: Capitolium, Il Caffè, Meridiano di Roma, L'Italia Letteraria, Primato, Idea, Dialoghi, La Fiera Letteraria e Il Popolo. Al teatro dedicò due scritti: uno è un balletto per la musica di Ezio Carabella, Un sorso di tornamore, rappresentato nella stagione 1922-1923 al Teatro degli Indipendenti di Anton Giulio Bragaglia; l'altro è una realizzazione scenica, del dialogo leopardiano Federico Ruysch e delle sue mummie. Nel 1937 pubblicò una monografia sul compositore e direttore d'orchestra Victor de Sabata.
Come poeta, pubblicò la raccolta Natura morta con la quale ottenne consensi anche oltralpe: il poeta e critico francese Louis de Gonzague-Frick lo definì, sulla rivista Comœdia, uno degli scrittori più in vista della giovane scuola italiana. Nel 1938 stampò la raccolta Poesie. Queste ultime segnano una tappa notevole nella sua evoluzione artistica: sono dieci piccoli componimenti, collocabili nel contesto del calligrafismo, che mirano a riabilitare la forma contro ogni sciatteria e arbitrio: in essi infatti i temi amore, morte, evasione dall'attualità verso sfere di perfezione appaiono rivestiti da una forma poetica precisa, adeguata, signorile, che in certi atteggiamenti ritmici può ricordare Ungaretti. Eleganza signorilità, sobrietà e spiritualità sono le note caratteristiche del Mucci poeta. Seguì, nel 1941, una raccolte di prose, illustrate da Franco Gentilini.
Nel 1964 diede vita a Roma, con Leonardo Sinisgalli e Giambattista Vicari, all'Istituto Patafisico, che si richiamava all'"Institutum Patafisicum Mediolanense" di Raymond Queneau; Mucci fu reggente della cattedra di Patafisica Romana e di Messalinologia. Sulla rivista Il Caffè apparvero sue traduzioni dei patafisici francesi Alfred Jarry, Raymond Queneau, Jean Ferry, Boris Vian, Julien Torma. Nei suoi scritti critici, apparsi in gran parte sulla Fiera Letteraria, si è occupato di Charles Baudelaire, Vincenzo Cardarelli, Benedetto Croce, Giovanni Gentile, Marcel Proust, Paul Verlaine, ecc.

## Opere
- Renato Mucci, Natura morta, Torino, Gobetti, 1925.
- Renato Mucci, Victor de Sabata, Lanciano, Carabba, 1937.
- Renato Mucci, Poesie; con quattro disegni di Franco Gentilini, Venezia, Edizioni del Cavallino, 1938.
- Renato Mucci, Prose; con quattro disegni di Franco Gentilini, Venezia, Edizioni del Cavallino, 1941.
- Renato Mucci, Raimond Roussel e la sua opera, Roma, Bibliotechina della Rassegna di cultura e vita scolastica, 1959.

### Testi per musica
- Ezio Carabella, Lirica per canto e pianoforte : Parole di Renato Mucci, Milano, G. Ricordi e C., 1934.
- Ezio Carabella, Mia sorte : Per canto e pianoforte : Parole di Renato Mucci, Milano, G. Ricordi e C., 1938.

## Traduzioni
- Paul Verlaine, I poeti maledetti, traduzione e prefazione di Renato Mucci, Roma, O.E.T. - Bottega dell'Antiquario, 1940.
- Stéphane Mallarmé, Lettera a Verlaine, Venezia, Ediz. del Cavallino, 1943.
- Stéphane Mallarmé, Igitur, o La follia d'Elbehnon, prima versione, con notizie, esposizione e commento di Renato Mucci ; disegni di P. Verlaine, A. Renoir e H. Matisse, Roma, Bocca, 1944.
- Marcel Proust, Soggiorno a Venezia, Disegni di De Pisis, Venezia, Ediz. del Cavallino, 1945.
- Stéphane Mallarmé, Il libro, Milano, All'insegna del pesce d'oro, 1949.
- Marcel Proust, Paesaggi, Firenze, Fussi, 1949.
- Marcel Proust, Personaggi, Firenze, Fussi, 1949.
- Honoré de Balzac, I capolavori della Commedia umana : 3: Storia della grandezza e della decadenza di Cesare Birotteau ; I parenti poveri: Il cugino Pons, ; Il rovescio della storia contemporanea ; Il curato di Tours, traduzione di Maria Ortiz e Renato Mucci, Roma, Casini, 1952.
- Saint-John Perse, Amicizia del Principe, in Inventario, n. 3, Milano, 1952.
- Honoré de Balzac, I capolavori della Commedia umana : 5: Studi filosofici : Gesù Cristo in Fiandra, Melmoth riconciliato, Massimilla Doni, Il capolavoro sconosciuto, La ricerca dell'assoluto, Il figlio maledetto, Addio, Il richiamato, El Verdugo, Un dramma in riva al mare, Maestro Cornelius, La locanda rossa, traduzione di R. Mucci, P. Russo, Roma, Casini, 1959.
- Honoré de Balzac, I capolavori della Commedia umana : 6: Studi filosofici : Le Marana, Seraphita, Louis Lambert ; Storia dei Tredici : Ferragus, La duchessa di Langeais, La fanciulla dagli occhi d'oro, traduzione di Renato Mucci, Alessandro Prampolini, Roma, G. Casini, 1960.
- Valéry Larbaud, Adolescenti, Roma, G. Casini, 1960.
- Stéphane Mallarmé, Palcoscenico e libro, in Ribalta - Maschere. Rassegna dello spettacolo (nuova serie), giugno 1962.
- Victor Hugo, Hernani, Roma, G. Casini, 1962.
- Victor Hugo, L'uomo che ride, Firenze, Sansoni, 1965.
- Honoré de Balzac, Papa Goriot, Firenze, Sansoni, 1965.
- François Mauriac, Il bacio al lebbroso; Il fanciullo incatenato, Roma, I Nobel letterari, 1970.
- Romain Rolland, Colas Breugnon, Roma, I Nobel letterari, 1971.
- Anatole France, Il giglio rosso, Roma, I Nobel letterari, 1971.
- Sigrid Undset, Jenny, Roma, I Nobel letterari, 1971.
- Saint-John Perse, Anabasi, in Le luci della vita : antologia poetica, Milano, Accademia, 1972.
- Honoré de Balzac, Addio, Milano, A. Mondadori, 1994.
- Honoré de Balzac, L'eredità del peccato, Roma, Jouvence, 1997.
- Honoré de Balzac, Il cugino Pons, in La commedia umana: volume terzo, collana I Meridiani, Milano, Mondadori, 2013,  pp. 241-496.